# 石山喜章
石山 喜章（いしやま よしあき、1977年8月30日 - ）は、日本の経営者、コーチ。鳥取県出身。ワンネス株式会社（旧社名CCO） 代表取締役、株式会社バルコス 非常勤監査役、ベンチャー企業の顧問を務める。

## 人物

### 略歴
- 鳥取県鳥取市生まれ、2歳まで祖父母と若桜の村で育つ
- 1995年　鳥取県立鳥取東高等学校　山岳部　インターハイ優勝
- 2000年　埼玉大学 理学部 物理学科　卒業
- 2000年　デジタルハリウッド 本科 プロデュース専攻　修了
- 2000年　株式会社アイ・エム・ジェイ　入社（法人営業・WEBプロデューサー）
- 2003年　株式会社オン・ザ・エッヂ（ライブドア）　入社（事業プロデューサー）
- 2006年　個人事業主として独立
- 2012年　ワンネス株式会社（旧社名CCO）創業　代表取締役　就任
- 2021年　株式会社バルコス　非常勤監査役　就任

### 家族
- 父親はデザイナー（有限会社デザインスタジオ石山）
- 母親は俳句の俳人（朝日新聞の俳句欄の選者など）

## 主張
- あらゆる人が、自分の無意識で決断した通りの人生を歩んでいるため、現実（自分の外側）を変えるには潜在意識（自分の内面）を変える必要がある、と主張している[2]。
- 自己理解、他者理解、関係構築の３点が幸せ・成功の道であると説き、セルフアウェアネス（自己認識）を深める為の講座や研修を提供している。
- 「セルフアウェアネスは2020年代のリーダーの必須科目である」（立教大学 経営学部 中原淳教授）を引用し、様々な教育方法を試してきた大企業や先進的なベンチャー企業が、座禅・瞑想の研修を実施していることを紹介。マインドフルネスを実践するためにも自己認識を深める必要があると主張している。

## 著作

### 書籍
- 『世界が一瞬で変わる潜在意識の使い方』あさ出版、2015年、ISBN 4860637704
- 『ビジネスで結果を出す人には“自己肯定感"がある! 潜在意識から「自分」を変える方法』大和出版、2016年、ISBN 4804718257

### 文具
- 対話するトランプ2（カードゲーム、2017年）ASIN B07BRSQYNZ